# هوي غوردون
هوي غوردون (بالإنجليزية: Howie Gordon)‏ هو عالم أرصاد أمريكي، ولد في 7 يناير 1971 في شيكاغو في الولايات المتحدة.

## وصلات خارجية
- هوي غوردون على موقع IMDb (الإنجليزية)
- هوي غوردون على موقع قاعدة بيانات الفيلم (الإنجليزية)